# Mesosa praelongipes
Mesosa praelongipes là một loài bọ cánh cứng trong họ Cerambycidae.